# Brahinka
Brahinka (biał. Брагiнка Brahinka, ros. Брагинка Braginka) – rzeka w południowej Białorusi (obwód homelski) i w północnej Ukrainie (obwód kijowski), prawy dopływ Dniepru w zlewisku Morza Czarnego. Długość - 179 km, powierzchnia zlewni - 2778 km².
Pierwotnie Brahinka stanowiła ostatni większy lewy dopływ Prypeci. Po melioracji międzyrzecza Dniepru i Prypeci Brahinka została podzielona kanałami odprowadzającymi wodę wprost do Dniepru na trzy niezależne cieki wodne:
- Górna Brahinka (Брагінка Верхняя) — od źródeł (koło wsi Prokisiel) do Kanału Państwowego (Дзяржаўная канавa) i dalej do ujścia do Dniepru; długość – 76 km, powierzchnia zlewni – 1390 km²,
- Średnia Brahinka (Брагінка Сярэдняя) — od Kanału Państwowego do kanału Iwierówka (t. Morozówka; канал Івераўка, канава Марозаўка) і dalej do ujścia do Dniepru; długość – 55 km, powierzchnia zlewni – 460 km²,
- Dolna Brahinka (Брагінка Ніжняя) — od kanału Iwierówka do ujścia do Zbiornika Kijowskiego na Dnieprze; długość – 36,5 km, powierzchnia zlewni – 928 km².

Zlewnia Brahinki leży na Polesiu Homelskim. Dolina mało wyraźna, błotnista, szerokości 0,5–1 km, szerokość koryta 8–14 m w górnym biegu, 15–30 m w średnim i dolnym biegu. Przepływa przez miasto Brahiń.